# Roller Hockey Asia Cup femminile
Il Roller Hockey Asia Cup femminile di hockey su pista è un torneo internazionale riservato alle squadre nazionali asiatiche. Esso è organizzata dalla Confederation of Asia Roller Sports.

La prima edizione si tenne nel 1997.

## Albo d'oro
| Anno          | Ospitante | Finale primo posto | Finale primo posto | Finale primo posto | Finale terzo posto | Finale terzo posto | Finale terzo posto | Numero di squadre |
| Anno          | Ospitante | Vincitore          | Risultato          | 2º posto           | 3º posto           | Risultato          | 4º posto           | Numero di squadre |
| ------------- | --------- | ------------------ | ------------------ | ------------------ | ------------------ | ------------------ | ------------------ | ----------------- |
| 1997 Dettagli | Gangneung | Giappone           | Girone unico       | Macao              | India              | Girone unico       | Taiwan             | ?                 |
| 1999 Dettagli | Shanghai  | Giappone           | Girone unico       | Cina               | India              | Girone unico       | Taiwan             | ?                 |
| 2001 Dettagli | Taitung   | Giappone           | Girone unico       | Cina               | India              | Girone unico       | Taiwan             | ?                 |
| 2004 Dettagli | Akita     | Giappone           | Girone unico       | Taiwan             | India              | Girone unico       |                    | 3                 |
| 2005 Dettagli | Jeonju    | Macao              | Girone unico       | Giappone           | India              | Girone unico       | Taiwan             | ?                 |
| 2007 Dettagli | Calcutta  | India              | Girone unico       | Giappone           | Macao              | Girone unico       |                    | 3                 |
| 2009 Dettagli | Dalian    | India              | Girone unico       | Giappone           | Taiwan             | Girone unico       | Macao              | 4                 |
| 2010 Dettagli | Taipei    | Taiwan             | Girone unico       | India              | Giappone           | Girone unico       |                    | 3                 |
| 2012 Dettagli | Hefei     | India              | Girone unico       | Taiwan             | Macao              | Girone unico       |                    | 3                 |
| 2014 Dettagli | Haining   | India              | Girone unico       | Giappone           | Taiwan             | Girone unico       |                    | 3                 |
| 2018 Dettagli | Namwon    | India              | Girone unico       | Giappone           | Taiwan             | Girone unico       |                    | 3                 |

### Riepilogo vittorie per nazionale
| Numero | Nazionale | Anni                         |
| ------ | --------- | ---------------------------- |
| 5      | India     | 2007, 2009, 2012, 2014, 2018 |
| 4      | Giappone  | 1997, 1999, 2001, 2004       |
| 1      | Macao     | 2005                         |
| 1      | Taiwan    | 2010                         |

### Medagliere
| Squadra  | 1º | 2º | 3º | Tot |
| -------- | -- | -- | -- | --- |
| India    | 5  | 1  | 5  | 11  |
| Giappone | 4  | 5  | 1  | 10  |
| Taiwan   | 1  | 2  | 3  | 6   |
| Macao    | 1  | 1  | 2  | 4   |
| Cina     | 0  | 2  | 0  | 2   |